# Élections cantonales de 1880 en Guadeloupe
Les élections cantonales ont eu lieu pour le premier tour les 23 octobre et 24 octobre et pour le second tour les 30 octobre et 31 octobre 1880 dans la colonie de la Guadeloupe.
Ce conseil général colonial possède plus de pouvoir qu'un conseil général de métropole.

## Mode de srutin
Les vingt-quatre conseillers généraux de la colonie de la Guadeloupe étaient auparavant élus au suffrage universel masculin, dans le cadre de 10 cantons. Cinq étaient à renouveler tous les trois ans.
Le mode d'élection choisit est le scrutin majoritaire plurinominal à deux tours :
- au premier il faut obtenir la majorité des voix plus une et au moins un quart du votes des inscrits sur les listes électorales ;
- au second tour (ballottage) le (ou les) candidat(s) avec le plus de voix est élu.

### Augmentation du nombre de conseillers
- À la suite du décret du 7 novembre 1879[1], le Conseil général passe de 24 à 36 membres ;
- la circonscription d'élection reste le canton, les trente-six sièges étant répartis proportionnellement à la population des cantons ;
- un onzième canton est créé, avec la création de celui de Saint-Barthélemy, à la suite de la scission de l'île du canton de Saint-Martin.

.
| Cantons          | Nombres de conseillers | Nombres de conseillers | Nombres de conseillers |
| Cantons          | Avant                  | Après                  | Évolution              |
| ---------------- | ---------------------- | ---------------------- | ---------------------- |
| Pointe-à-Pitre   | 5                      | 8                      | 3                      |
| Basse-Terre      | 3                      | 4                      | 1                      |
| Le Moule         | 3                      | 4                      | 1                      |
| Lamentin         | 3                      | 4                      | 1                      |
| Port-Louis       | 3                      | 3                      | en stagnation          |
| Capesterre       | 2                      | 4                      | 2                      |
| Marie-Galante    | 2                      | 4                      | 2                      |
| Pointe-Noire     | 1                      | 2                      | 1                      |
| Saint-François   | 1                      | 1                      | en stagnation          |
| Saint-Martin     | 1                      | 1                      | en stagnation          |
| Saint-Barthélemy | 0                      | 1                      | 1                      |
|                  |                        |                        |                        |
| Total            | 24                     | 36                     | 12                     |

## Arrondissement de Basse-Terre

### Canton de Basse-Terre
- Quatre conseillers sont à élire.
- Louis Mollenthiel, élu depuis 1874, ne se représente pas.

| Candidats | Candidats                 | Étiquette | Premier tour | Premier tour | Ballotage | Ballotage |
| Candidats | Candidats                 | Étiquette | Voix         | %            | Voix      | %         |
| --------- | ------------------------- | --------- | ------------ | ------------ | --------- | --------- |
|           | Edgard Bioche             | Rép mod   | 783          | 56,25        | 1 030     | 56,88     |
|           | Henri Lavau               | Rép mod   | 745          | 53,52        | 1 004     | 55,44     |
|           | Léopold Rougé             | Rép mod   | 727          | 52,27        | 1 001     | 55,27     |
|           | Alcée Avril               | Rép mod   | 672          | 48,28        | 950       | 52,46     |
|           | Simor Saint-Just *        | Conserv   | 612          | 43,97        | 798       | 44,06     |
|           | F. Mégy                   | Conserv   | 640          | 45,98        | 789       | 43,57     |
|           | Armand Lignières *        | Conserv   | 619          | 44,68        | 798       | 44,06     |
|           | Charles Jouvreau-Dubreuil | Conserv   | 562          | 40,37        | 762       | 42,08     |
|           |                           |           |              |              |           |           |
| Inscrits  | Inscrits                  | Inscrits  | 4 176        | 100,00       | 4 177     | 100,00    |
| Votants   | Votants                   | Votants   | 1 392        | 33,33        | 1 811     | 43,36     |
| Exprimés  |                           |           |              |              |           |           |

*sortant

### Canton de Capesterre
- Quatre conseillers sont à élire.

| Candidats | Candidats             | Étiquette | Premier tour | Premier tour | Ballotage | Ballotage |
| Candidats | Candidats             | Étiquette | Voix         | %            | Voix      | %         |
| --------- | --------------------- | --------- | ------------ | ------------ | --------- | --------- |
|           | Richard Jean-Romain * | Rép mod   | 405          | 94,19        | 329       | 94,81     |
|           | Elvide Mouton         | Rép mod   | 399          | 92,79        | 328       | 94,52     |
|           | Auguste Isaac         | Radical   | 394          | 91,63        | 327       | 94,24     |
|           | Appolinaire Gervais   | Rép mod   | 364          | 84,65        | 321       | 92,51     |
|           | Eugène Laurent        |           | 37           | 8,61         |           |           |
|           | L. Silvie             |           | 18           | 4,19         |           |           |
|           | Saintol               |           | 14           | 3,26         |           |           |
|           |                       |           |              |              |           |           |
| Inscrits  | Inscrits              | Inscrits  | 2 358        | 100,00       | 2 358     | 100,00    |
| Votants   | Votants               | Votants   | 430          | 18,24        | 347       | 14,72     |
| Exprimés  |                       |           |              |              |           |           |

*sortant

### Canton de Marie-Galante
- Quatre conseillers sont à élire.

| Candidats | Candidats             | Étiquette | Premier tour | Premier tour | Ballotage | Ballotage |
| Candidats | Candidats             | Étiquette | Voix         | %            | Voix      | %         |
| --------- | --------------------- | --------- | ------------ | ------------ | --------- | --------- |
|           | Nestor Arsonneau      |           | 473          | 92,38        | 426       | 54,90     |
|           | Léopold Raiffer *     | Conserv   | 380          | 74,22        | 504       | 64,95     |
|           | Clovis Tasserot       |           | 219          | 42,77        | 248       | 31,96     |
|           | Thévenin Claude       |           | 195          | 38,09        | 273       | 35,18     |
|           | Auguste Saint-Blancat | Conserv   | 192          | 37,50        | 298       | 38,40     |
|           | Charles Figuères      |           | 131          | 25,59        | 141       | 18,17     |
|           | Emmanuel Mélesse      |           | 115          | 22,46        |           |           |
|           | Denis Iphigénie       | Rép mod   | 91           | 17,77        | 156       | 20,10     |
|           | Edgard Mathieu        |           | 88           | 17,19        |           |           |
|           |                       |           |              |              |           |           |
| Inscrits  | Inscrits              | Inscrits  | 3 106        | 100,00       | 3 106     | 100,00    |
| Votants   | Votants               | Votants   | 512          | 16,48        | 776       | 25,00     |
| Exprimés  |                       |           |              |              |           |           |

*sortant

### Canton de Pointe-Noire
- Deux conseillers sont à élire.

| Candidats | Candidats              | Étiquette     | Premier tour | Premier tour |
| Candidats | Candidats              | Étiquette     | Voix         | %            |
| --------- | ---------------------- | ------------- | ------------ | ------------ |
|           | Louis Adolphe Rollin * | Centre gauche | 476          | 56,80        |
|           | L. Jérôme              | Centre gauche | 454          | 54,18        |
|           | Justin Marie           | Rép mod       | 366          | 43,68        |
|           | Gustave Sabine         | Rép mod       | 345          | 41,17        |
|           |                        |               |              |              |
| Inscrits  | Inscrits               | Inscrits      | 1 524        | 100,00       |
| Votants   | Votants                | Votants       | 838          | 54,99        |
| Exprimés  |                        |               |              |              |

*sortant

### Canton de Saint-Martin
- Un conseiller est à élire.
- Brunerie, élu depuis 1868 ne se représente pas.

| Candidats | Candidats        | Étiquette | Premier tour | Premier tour | Ballotage | Ballotage |
| Candidats | Candidats        | Étiquette | Voix         | %            | Voix      | %         |
| --------- | ---------------- | --------- | ------------ | ------------ | --------- | --------- |
|           | Armand Lignières |           | 25           | 100,00       | 66        |           |
|           | Charles Gervais  |           | /            | /            | 75        |           |
|           |                  |           |              |              |           |           |
| Inscrits  | Inscrits         | Inscrits  | 507          | 100,00       |           | 100,00    |
| Votants   | Votants          | Votants   | 25           | 4,93         |           |           |
| Exprimés  |                  |           |              |              |           |           |

*sortant

### Canton de Saint-Barthélemy
- Un conseiller est à élire.
- Il s'agit d'un nouveau canton, l'île étant de retour dans le giron français depuis 1877-1878.

| Candidats | Candidats      | Étiquette | Premier tour | Premier tour |
| Candidats | Candidats      | Étiquette | Voix         | %            |
| --------- | -------------- | --------- | ------------ | ------------ |
|           | Émile Le Dentu |           | 198          | 100,00       |
|           |                |           |              |              |
| Inscrits  | Inscrits       | Inscrits  | 562          | 100,00       |
| Votants   | Votants        | Votants   | 198          | 35,23        |
| Exprimés  |                |           |              |              |

*sortant

## Arrondissement de Pointe-à-Pitre

### Canton de Pointe-à-Pitre
- Huit conseillers sont à élire.

| Candidats | Candidats              | Étiquette | Premier tour | Premier tour | Ballotage | Ballotage |
| Candidats | Candidats              | Étiquette | Voix         | %            | Voix      | %         |
| --------- | ---------------------- | --------- | ------------ | ------------ | --------- | --------- |
|           | Célestin Nicolas *     | Rép mod   | 1 439        | 96,51        | 1 596     | 82,69     |
|           | Privat Giraud          | Rép mod   | 1 117        | 74,92        | 1 261     | 65,34     |
|           | Gaston Sarlat          | Rad       | 1 114        | 74,72        | 1 267     | 65,65     |
|           | Emmanuel Radenais      | Rép mod   | 1 103        | 73,98        | 1 257     | 65,13     |
|           | Jean-François Guilliod | Rép mod   | 1 086        | 72,84        | 1 265     | 65,54     |
|           | Armand Hanne           | Rép mod   | 1 077        | 72,23        | 1 223     | 63,37     |
|           | Gustave Lacascade *    | Rad       | 1 046        | 70,15        | 1 241     | 64,30     |
|           | Denis Iphigénie        | Rép mod   | 1 012        | 67,87        | 1 196     | 61,97     |
|           | René Monnerot *        | Conserv   | 412          | 27,63        | 701       | 36,32     |
|           | H. David               | Conserv   | 392          | 26,29        | 517       | 26,79     |
|           | Delille Blanchet       | Conserv   | 385          | 25,82        | 500       | 25,91     |
|           | F. Frédéric            |           | /            | /            | 42        | 2,18      |
|           |                        |           |              |              |           |           |
| Inscrits  | Inscrits               | Inscrits  | 7 798        | 100,00       | 7 798     | 100,00    |
| Votants   | Votants                | Votants   | 1 491        | 19,12        | 1 930     | 24,75     |
| Exprimés  |                        |           |              |              |           |           |

*sortant

### Canton de Lamentin
- Quatre conseillers sont à élire.

| Candidats | Candidats         | Étiquette | Premier tour | Premier tour | Ballotage | Ballotage |
| Candidats | Candidats         | Étiquette | Voix         | %            | Voix      | %         |
| --------- | ----------------- | --------- | ------------ | ------------ | --------- | --------- |
|           | Volcy Bastard     | Rép mod   | 891          | 97,27        | 807       | 82,94     |
|           | Davis David       | Rép mod   | 875          | 95,52        | 814       | 83,66     |
|           | Eugène Sébastien  | Rép mod   | 782          | 85,37        | 772       | 79,34     |
|           | Jérôme Déjean     | Rép mod   | 722          | 78,82        | 814       | 83,66     |
|           | Charles de Surgy  | Conserv   | 190          | 20,74        | 214       | 21,99     |
|           | Edgard Thibaudier | Conserv   | 83           | 9,06         |           |           |
|           |                   |           |              |              |           |           |
| Inscrits  | Inscrits          | Inscrits  | 4 098        | 100,00       | 4 101     | 100,00    |
| Votants   | Votants           | Votants   | 916          | 22,35        | 973       | 23,74     |
| Exprimés  |                   |           |              |              |           |           |

*sortant

### Canton du Moule
- Quatre conseillers sont à élire.
- Louis Valleton, élus depuis 1871, ne se représente pas.

| Candidats | Candidats                            | Étiquette | Premier tour | Premier tour | Ballotage | Ballotage |
| Candidats | Candidats                            | Étiquette | Voix         | %            | Voix      | %         |
| --------- | ------------------------------------ | --------- | ------------ | ------------ | --------- | --------- |
|           | Auguste Duchassaing de Fontbressin * | Conserv   | 904          | 61,75        | 1 041     | 63,09     |
|           | Charles Alléaume *                   | Conserv   | 882          | 60,25        | 1 026     | 62,18     |
|           | E. Émeran                            | Conserv   | 876          | 59,84        | 1 034     | 62,67     |
|           | Pierre Dubos                         | Conserv   | 851          | 58,13        | 996       | 60,36     |
|           | Simon (père)                         | Rép mod   | 591          | 40,37        | 647       | 39,21     |
|           | Auguste Isaac                        | Radical   | 580          | 39,62        | 577       | 34,97     |
|           | Jean-Louis Jeune                     | Rép mod   | 556          | 37,98        | 619       | 37,52     |
|           | A. Taranne (fils)                    | Rép mod   | 525          | 35,36        | 615       | 37,27     |
|           |                                      |           |              |              |           |           |
| Inscrits  | Inscrits                             | Inscrits  | 3 794        | 100,00       | 3 793     | 100,00    |
| Votants   | Votants                              | Votants   | 1 464        | 38,59        | 1 650     | 43,49     |
| Exprimés  |                                      |           |              |              |           |           |

*sortant

### Canton de Port-Louis
- Trois conseillers sont à élire.

| Candidats | Candidats              | Étiquette | Premier tour | Premier tour | Ballotage | Ballotage |
| Candidats | Candidats              | Étiquette | Voix         | %            | Voix      | %         |
| --------- | ---------------------- | --------- | ------------ | ------------ | --------- | --------- |
|           | Bertrand Maréchaux     | Rép mod   | 432          | 55,24        | 627       | 54,43     |
|           | Gaston Sarlat          | Radical   | 426          | 54,48        | 637       | 55,30     |
|           | Justin Marie           | Rép mod   | 425          | 54,35        | 584       | 50,69     |
|           | Ernest Souques *       | Conserv   | 340          | 43,48        | 492       | 42,71     |
|           | Ajax de la Clémendière | Conserv   | 359          | 45,91        | 574       | 49,83     |
|           | Louis Valleton         | Conserv   | /            | /            | 491       | 42,62     |
|           | T. Papin               |           | 13           | 1,66         |           |           |
|           |                        |           |              |              |           |           |
| Inscrits  | Inscrits               | Inscrits  | 3 444        | 100,00       | 3 443     | 100,00    |
| Votants   | Votants                | Votants   | 782          | 22,71        | 1 152     | 33,46     |
| Exprimés  |                        |           |              |              |           |           |

*sortant

### Canton de Saint-François
- Un seul conseiller est à élire.
- Charles Alléaume (Conserv), élu depuis 1874, ne se représente pas.
- Ernest Souques (Conserv) est un des conseillers sortants du canton de Port-Louis.

| Candidats | Candidats      | Étiquette | Premier tour | Premier tour |
| Candidats | Candidats      | Étiquette | Voix         | %            |
| --------- | -------------- | --------- | ------------ | ------------ |
|           | Ernest Souques | Conserv   | 468          | 97,30        |
|           |                |           |              |              |
| Inscrits  | Inscrits       | Inscrits  | 1 328        | 100,00       |
| Votants   | Votants        | Votants   | 481          | 36,22        |
| Exprimés  |                |           |              |              |

*sortant

### Sources
- Bibliothèque de l'Université de Floride : https://ufdc.ufl.edu/fr
- Gazette de la Guadeloupe.